# Toft Newton
Toft Newton – civil parish w Anglii, w hrabstwie Lincolnshire, w dystrykcie West Lindsey. Leży 18 km na północny wschód od Lincoln i 208 km na północ od Londynu.
W granicach civil parish leżą także Newton by Toft i Toft next Newton.